# Sint Antoniusbank
Sint Antoniusbank is een buurtschap van Bemelen in de gemeente Eijsden-Margraten, in de Nederlandse provincie Limburg. Tot 1827 lag het in de gemeente Heer en Keer. De 40 huizen zijn gesitueerd langs de weg Sint Antoniusbank en tellen ca 110 inwoners. Sint Antoniusbank is gelegen in het droogdal Sibbersloot en ten noordoosten van de plaats ligt het Bemelerbos op de hellingen van de Mettenberg.

## Geschiedenis
Het gehucht was tijdens het leenstelsel een eigen heerlijkheid, waarschijnlijk onder commandeurschap van het Antonietenklooster in Maastricht. In 1828 kwam het bij de dan nieuwe gemeente Cadier en Keer. Officieel heeft Sint Antoniusbank nooit bij Bemelen gehoord, terwijl het geografisch en kerkelijk gezien wel daarmee verbonden was. Na de herindeling van 1982 kwamen zowel Bemelen als Cadier en Keer bij de gemeente Margraten. Per 1 januari 2011 ging de buurtschap deel uitmaken van de fusiegemeente Eijsden-Margraten.
Sint Antoniusbank heeft in de periode van 16 maart 1925 tot de opheffing op 5 april 1938 een halte gehad aan de tramlijn tussen Maastricht en Gulpen aan de tramlijn Maastricht-Vaals op de plaats van het kruispunt aan de zuidkant van het dorp. De stoomtram kwam aan de zuidzijde van de buurtschap langs waarbij de huidige Parallelweg en Zwarteweg nog steeds een groot stuk van het tracé volgen. De eerstvolgende haltes waren in het westen in Maastricht en in het oosten Cadier en Keer bij de Keunestraat.

## Bezienswaardigheden
- Twee carréboerderijen van het gesloten type.
- De monumentale Hoeve Sint Antoniusbank dateert oorspronkelijk uit de 15e eeuw. De huidige bouw is 17e- en 18e-eeuws.
- Het Europahuis, een voormalig seminarie van de Sociëteit voor Afrikaanse Missiën, daarna volkshogeschool. Momenteel in gebruik als appartementencomplex.
- De Mariagrot ten noordoosten van Sint Antoniusbank.
- Beusdaelshof, genoemd naar de eigenaren van 1750; de familie Colin de Beusdael. Op een kaart uit 1658 aangeduid als de Velsenhof. In de weide aan de westkant staat een restant van een vierkante toren. Tevens zijn er resten van een overdekte waterput te ontdekken.
- Ten noordoosten van Beusdaelshof liggen de kalksteengroeves Mettenberggroeve I, II en III. Verder naar het zuidwesten ligt ook Mettenberggroeve IV.

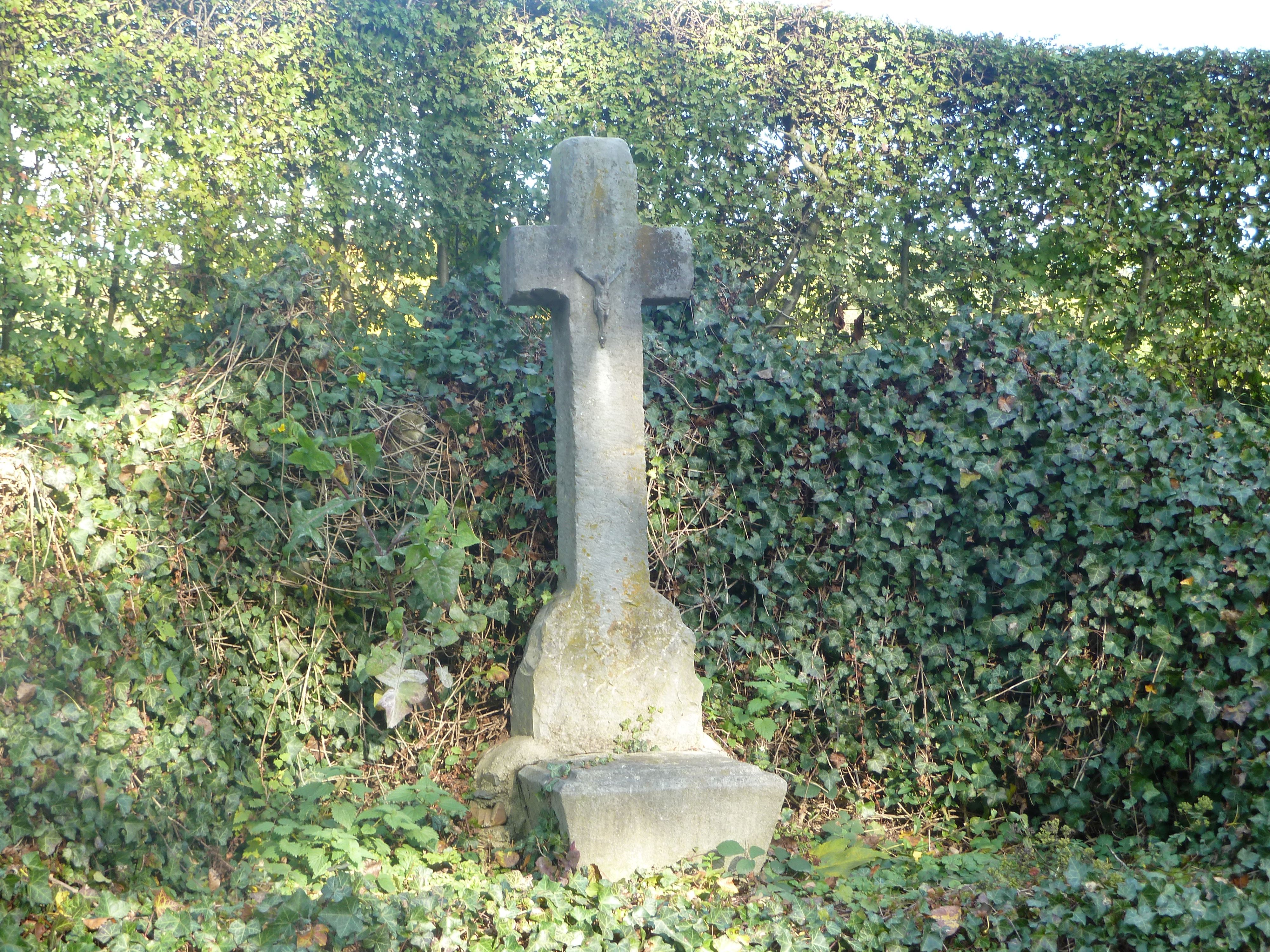
Wegkruis aan zuidzijde buurtschap
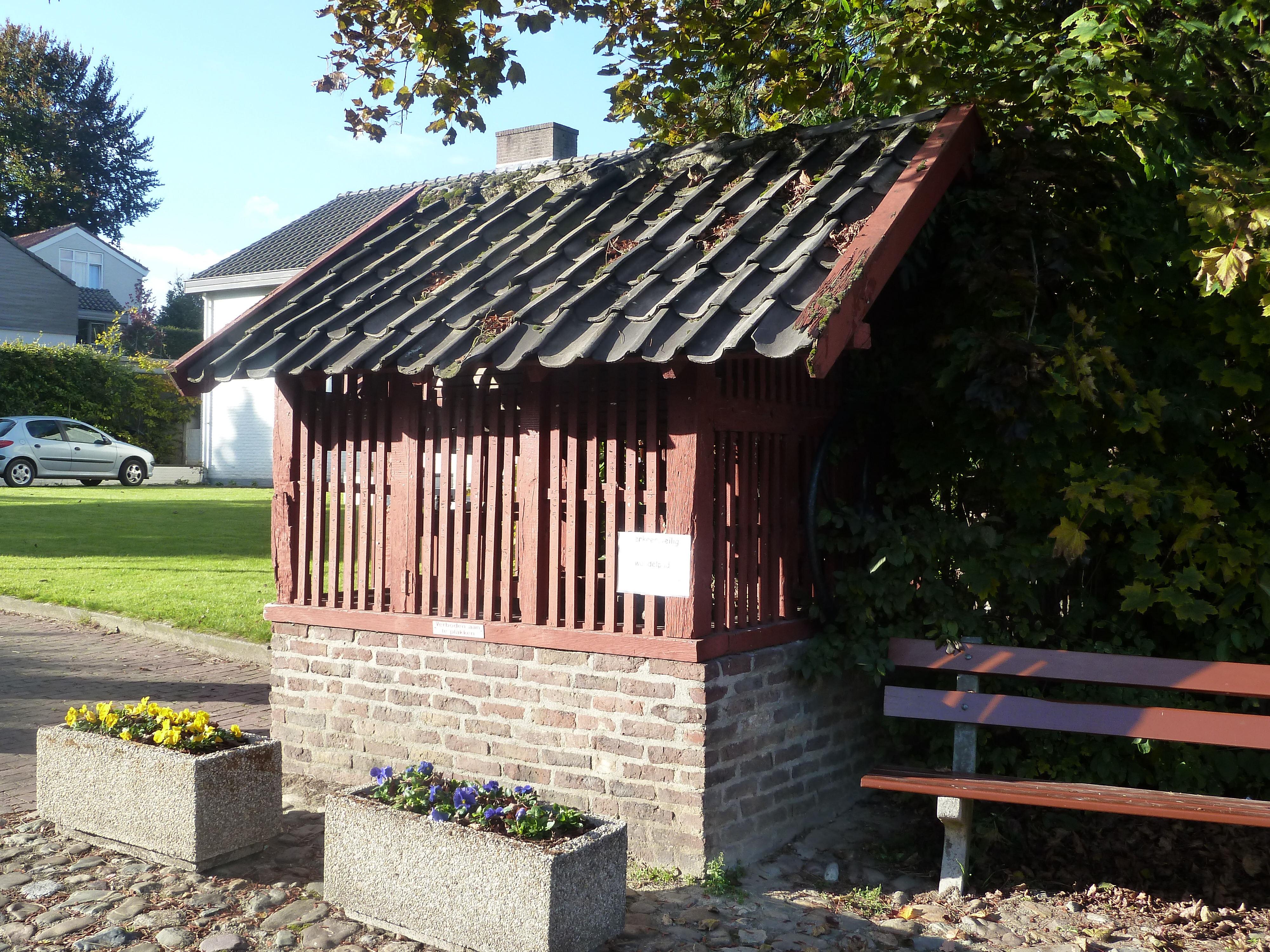
Zwingelput
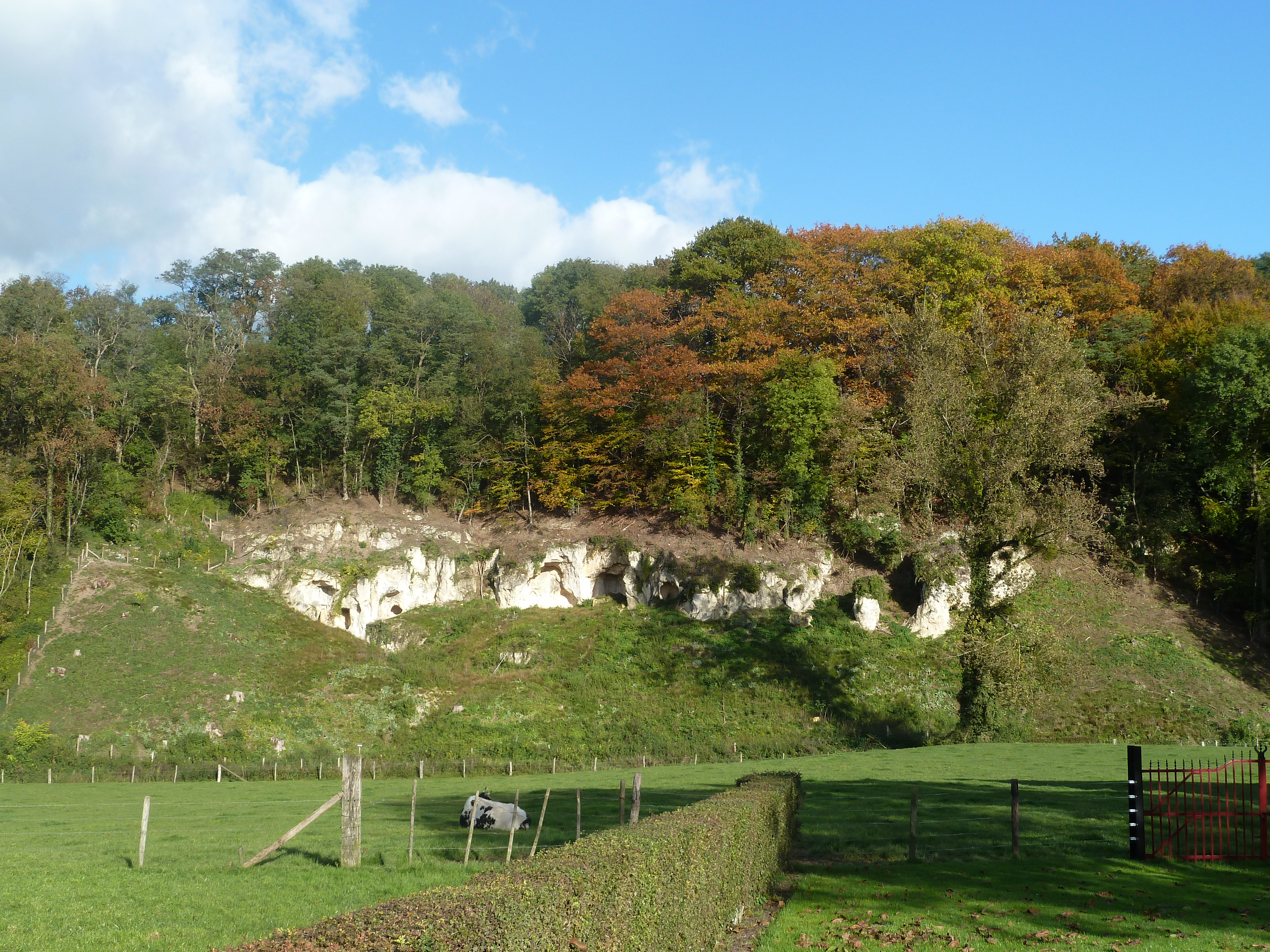
Mettenberggroeve I, II en III ten oosten buurtschap

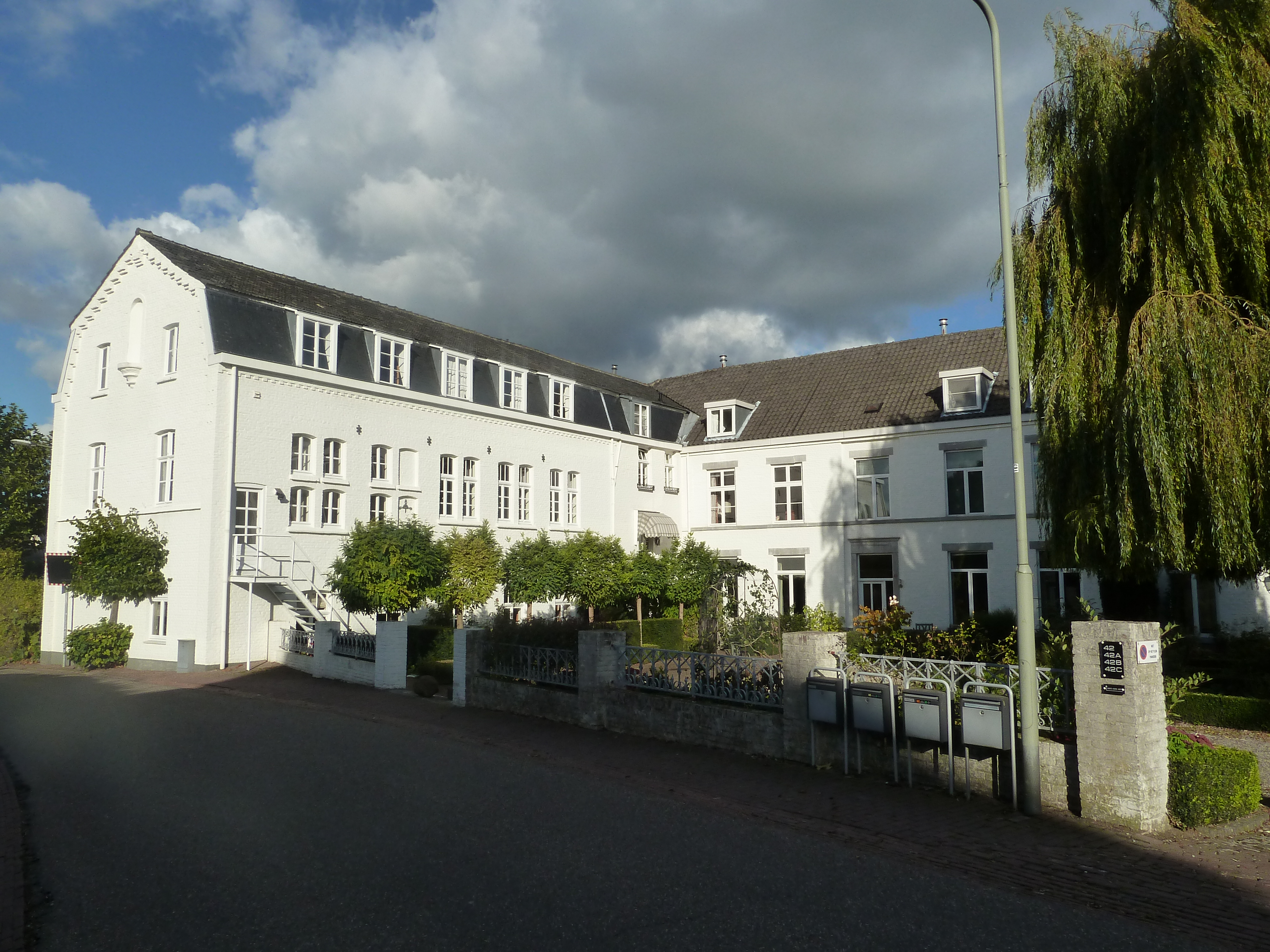
Voormalig seminarie
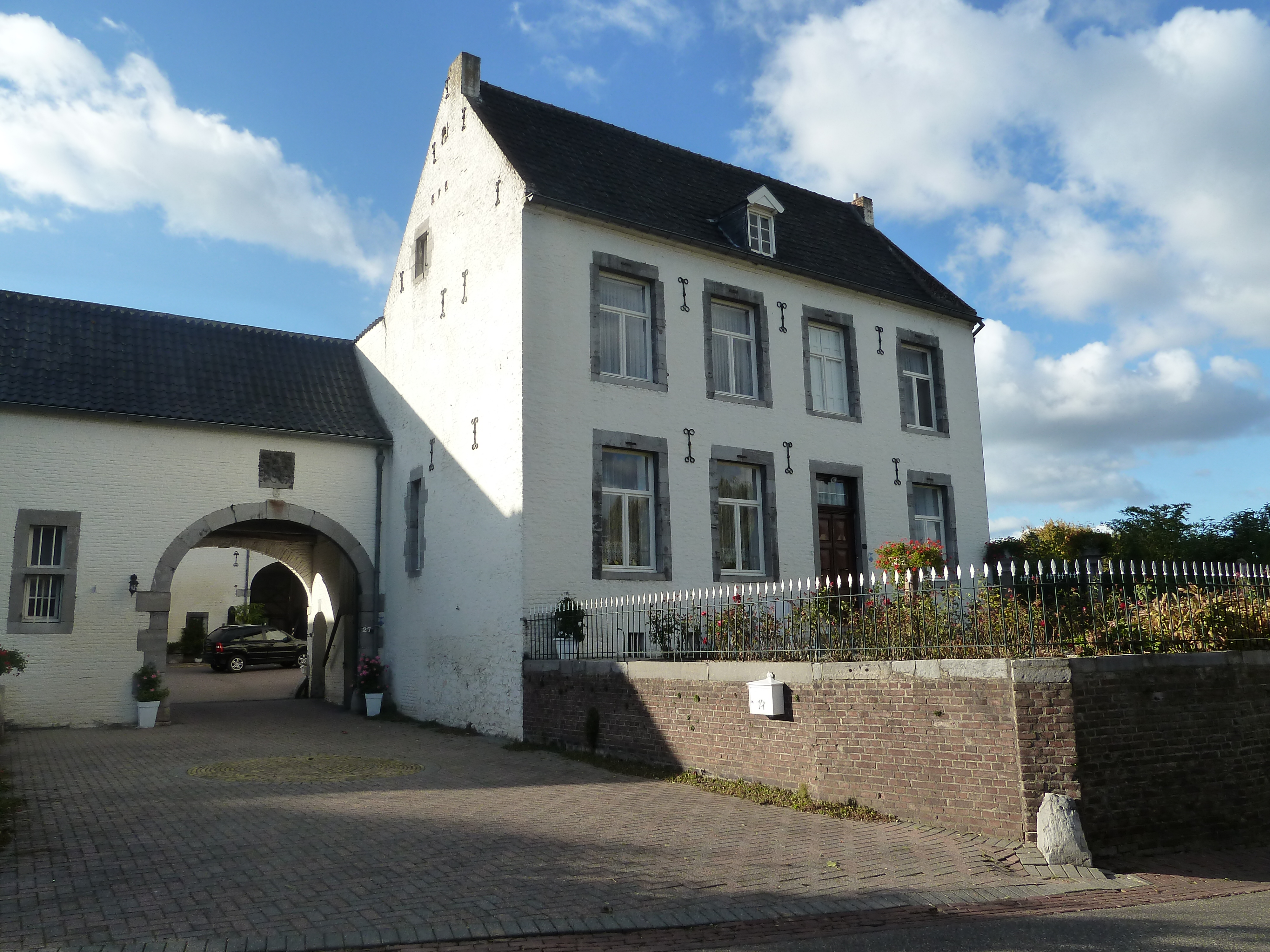
Hoeve
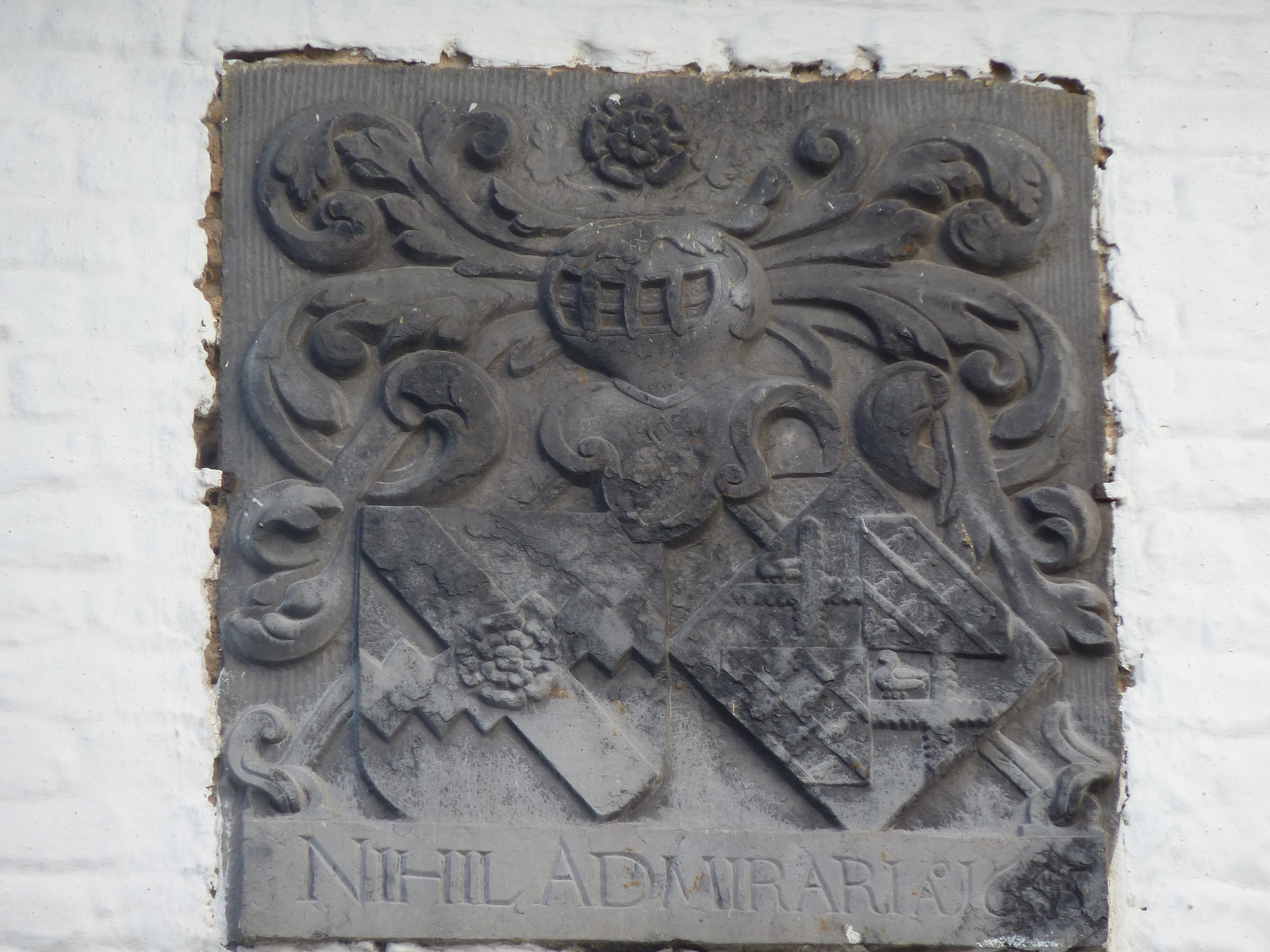
Gevelsteen van die hoeve